# 东南大学人文学院
东南大学人文学院隶属于2009年设立的东南大学人文社会科学学部。

## 发展历史
- 南京工学院自1978年开始设置文科
- 1992年人文社会科学学院成立，2002年更名为人文学院
- 2006年9月，法律系、艺术学系、艺术传播学系从学院分离成立法学院和艺术学院
- 2011年6月，政治与公共管理系从学院分离成立马克思主义学院[1]